# 山岡五月
山岡五月（やまおか・さつき、1978年12月13日 - ）は、徳島県阿南市出身の元バスケットボール選手。ポジションはSG。背番号32。

## 人物
徳島県立富岡東高等学校、大阪体育大学出身。大学卒業後は、トヨタ自動車アンテロープ（現・トヨタ自動車アンテロープス）に入団。
2006年、デンソーアイリスに移籍。身長171cm、体重60kg。得意プレイはレッグスルー。
2008年オフに結婚。
2009年引退。主婦業に専念する。

2015年徳島県阿南市立加茂谷中学校で教員として働く。

## 経歴
- 富岡東高校 - 大阪体育大学 - トヨタ自動車（2001年〜2006年） - デンソー（2006年〜2009年）